# Arno Reinfrank
Arno Reinfrank (* 9. Juli 1934 in Mannheim; † 28. Juni 2001 in London) war ein deutscher Schriftsteller, Publizist und Übersetzer. Er arbeitete vorzugsweise in den Genres Lyrik, Prosa, Drama, Hörspiel und Filmkunst. Auch als Pfälzer Mundartdichter machte er sich einen Namen.

## Leben
Reinfrank wuchs in Ludwigshafen am Rhein auf. In der Zeit des Nationalsozialismus wurde seine Familie durch die Machthaber verfolgt: Der Vater, Chemiefacharbeiter bei I.G. Farben (heute BASF), wurde als Antifaschist in ein Außenlager des KZ Dachau deportiert, der Sohn musste mit der Mutter von 1941 bis 1945 versteckt in Schwarzach (Odenwald) leben.
Seit 1946 schrieb Reinfrank Gedichte, ab 1950 gab es öffentliche Lesungen und Veröffentlichungen. Zwei Semester lang war er mit Stipendien der BASF sowie der Stadtverwaltung Ludwigshafen Student an der Deutschen Journalistenschule Aachen. Ab 1951 arbeitete er als Journalist in Paris und als Synchrontexter in Berlin. 1954 heiratete er die Berliner Jüdin Helene Feistmann (1915–2011). 1955 emigrierten sie nach London aus Protest gegen die Weigerung der BASF, an die zehntausende Zwangsarbeiter und KZ-Häftlinge zu erinnern, die wie sein Vater in dem Werk schuften mussten und umkamen, auch wegen der allgemeinen Verdrängung der Nazi-Vergangenheit unter Adenauer und der Wiederbewaffnung. Er studierte von 1956 bis 1958 am Polytechnikum London Englische Literatur und Geschichte. Seit 1965 war er freischaffend tätig. Arbeits- und Studienaufenthalte führten ihn in die Sowjetunion und die ČSSR, nach Frankreich, in die Niederlande, nach Irland, Luxemburg, Schweden, Italien und in die USA. Seinen Lebensmittelpunkt hatte der bis zu seinem Tod auf Deutsch schreibende Autor zuletzt in London. In Deutschland wird er aufgrund biografischer Bezüge als Schriftsteller aus Speyer gewürdigt, wo auch sein Nachlass verwahrt ist.

## Mitgliedschaft
- PEN-Zentrum deutschsprachiger Autoren im Ausland (1980 bis 1989 als Generalsekretär)
- Internationaler Schutzverband deutschsprachiger Schriftsteller, Zürich
- VS (Verband deutscher Schriftsteller) 1960 bis 1974
- Deutsches PEN-Zentrum (Ost) seit 1989

## Werke (Auswahl)
- Vor der Universität, Gedichte. Steinklopfer Verlag, Fürstenfeldbruck 1959.
- Die Pulverfabrik u. a. Geschichten aus Ithopien. Steinklopfer Verlag, Fürstenfeldbruck 1960.
- Vorübergehende Siege, Gedichte. Steinklopfer Verlag, Egnach 1963.
- Pryscilla und der Columbus, Kurzgeschichte, In: Erkundungen: 19 westdeutsche Erzähler, Verlag Volk und Welt, Berlin 1964.
- Deutschlandlieder zum Leierkasten. Satirische Balladen. total-hirsch-verlag (Sigi Hirsch), Berlin 1968.
- Für ein neues Deutschland. Frühe Verse und Lieder. Mit Collagen von Sigi Hirsch. PIT, Berlin 1971.
- Das Manöver findet bei Straubs auf der Veranda statt. Stück in zwei Akten. PIT (Dieter Lenz), Berlin 1976.
- Plutonium hat keinen Geruch. Stück in fünf Akten. PIT (Dieter Lenz), Berlin 1978.
- Poesie der Fakten 5: Bruchstellen der Sicherheit – Gedichte. dahlemer verlagsanstalt, Berlin 1989.
- Poesie der Fakten 6: Jahrtausend-Fürbitte – Gedichte. dahlemer verlagsanstalt, Berlin 1991.
- Poesie der Fakten 9: Bilder einer schrägen Welt – Gedichte. Verlag Peter Guhl, Rohrbach 1996.
- Das ferne Blau der Pfalz, Gedichte. Verlag Peter Guhl, Rohrbach 1996.
- Der Tollkirschenmord und andere Erzählungen. dahlemer verlagsanstalt, Berlin 1997.
- Moi Pälzer Werterbuch: Vom Mutterwitz der Umgangssprache. Die Nase, Ludwigshafen 2003.
- Der Weg zum Ruhm – Aus dem Nachlass. Verlag Peter Guhl, Rohrbach 2004.
- Das ferne Blau. Ein Musik-Hör-Buch. Palatina Viva und Marsilius Verlag, Speyer 2004.

Weitere Werke sowie Leseproben und Gesamtverzeichnis im Abschnitt Weblinks:
- Literaturlexikon Rheinland-Pfalz: Arno Reinfrank
- Arno Reinfrank: Leben und Werkeverzeichnis

## Auszeichnungen
- 1957 Kurt-Tucholsky-Buchpreis Hamburg
- 1964 Kurt-Tucholsky-Prämie Kiel
- 1967 Förderstipendium des Kultusministeriums Rheinland-Pfalz
- 1968 Fördergabe des Pfalzpreises für Literatur
- 1973 Förderpreis des Landes Rheinland-Pfalz
- 1978 Villa-Massimo-Stipendium Rom
- 1979 1. Goldene Mundart-Zeile Bockenheim
- 2001 Robert-Blum-Preis des Bundes Freireligiöser Gemeinden Deutschlands

## Gedenken
In der Pfälzischen Landesbibliothek Speyer wurde 2004 die einjährige Retrospektive Arno Reinfrank. Rückblick auf ein Schriftstellerleben eröffnet.
Seit 2006 verleiht die Stadt Speyer in seiner Erinnerung alle drei Jahre den nach Reinfrank benannten Arno-Reinfrank-Literaturpreis.